# Saint-Georges-de-Reintembault
Saint-Georges-de-Reintembault (en bretó Sant-Jord-Restembaod) és un municipi francès, situat a la regió de Bretanya, al departament d'Ille i Vilaine. L'any 2006 tenia 1.635 habitants.

## Demografia
| 1962                                       | 1968  | 1975  | 1982  | 1990  | 1999  |
| ------------------------------------------ | ----- | ----- | ----- | ----- | ----- |
| 2.195                                      | 2.049 | 1.818 | 1.795 | 1.747 | 1.682 |
| Des de 1962: població sense dobles comptes |       |       |       |       |       |

## Administració
| Període   | Identitat       | Partit        |
| --------- | --------------- | ------------- |
| 1995-2008 | Annick Lechable |               |
| 2008-     | Frédéric Bureau | Divers droite |

## Personatges il·lustres
- Julien Maunoir, escriptor bretó.